# Negre (escultors)
Els Negre (o Nègre en ortografia francesa) va ser una família d'escultors rossellonesos dels segles XVII i XVIII, coneguts especialment pels retaules que elaboraren per a esglésies de la Catalunya del Nord.

## Biografies
- Francesc Negre (Perpinyà, ca 1661 - després de 1714) era cosí germà de Gauderic Negre i va ser deixeble de Lluís Generes, al taller del qual va treballar[2] com a part del seu aprenentatge. Encara que d'un estil semblant al d'en Generes, als ensenyaments del seu mestre hi incorporà la columna salomònica. Parà el taller a Perpinyà. Obres seves foren un crucifix per a Sant Fructuós de Cameles (1687); l'exuberant[1] retaule barroc de l'altar major de Sant Martí de Forques (1688); el retaule de les santes Júlia i Eulàlia de Santa Eulàlia de Marqueixanes[nt 1] (1693); el retaule de sant Sebastià[5] per a Santa Maria de Toluges (1706); el retaule del Roser per a Santa Eulàlia i Santa Júlia[6] d'Alenyà; i uns retaules per a Perpinyà, desapareguts. Francesc Negre va ser també l'escultor escollit per la confraria dels sastres de Perpinyà[7] per, el 1714, visar (donar la conformitat) el retaule que Josep Sunyer els havia fet per a la seva capella del convent de Sant Domènec de Perpinyà.

- Gauderic Negre, cosí germà de Francesc Negre, era escultor a Tuïr[1] al segle xvii.

- Antoni Negre (Perpinyà, s. XVIII) era fill[1] de Francesc Negre. El 1719[8] sol·licità ser admès al col·legi de pintors, dauradors, brodadors i escultors de Perpinyà, i el 1744 comparegué com a testimoni[nt 2] en un tràmit notarial en relació amb l'execució de l'herència del traspassat pintor Jacint Rigau.

- Miquel Negre (Perpinyà s. XVIII) era descendent[1] de Francesc Negre. Entre els anys 1756 i 1757[10] va ser autor del retaule de la capella de l'Àngel de la Guarda de Santa Maria de Nefiac.

- Patrici Negre (Perpinyà s. XVIII) també era descendent[1] de Francesc Negre i va ser escultor a la capital del Rosselló, com ho declarà en un document[nt 3] del 1776. Fou autor del retaule del Roser de Sant Miquel de Llotes; del retaule de sant Josep[12] de Santa Eulàlia de Marqueixanes (1762); i els retaules de Santa Caterina (1778) i de la Immaculada Concepció, així com d'una cadira de pregària en estil barroc, per a Sant Julià i Santa Basilissa[13] de Vinçà.

- H. Negre i J. Negre foren els autors[14] del retaule de la Pietat (1813) de Sant Julià i Santa Basilissa de Vinçà.

## Altres obres
Per a l'església de Nostra Senyora de la Real, Honoré i Antoine Grinda van fer al segle xviii un orgue, que comptà amb un Negre (indeterminat) per escultor. I, a l'església de sant Esteve del Pedreguet d'Illa, l'estàtua de santa Llúcia de mitjans del segle xviii és considerada del taller dels Negre.